# 常磐津松尾太夫
常磐津 松尾太夫（ときわづ まつたゆう）は、常磐津節の太夫の名跡。

## 初代
（生没年不詳）
1859年に隠居し豊寿斎を名乗る。

## 2代目
後の初代常磐津林中

## 3代目
（1875年9月7日 - 1947年7月13日） 本名は福田兼吉。
神奈川県逗子生まれ、6代目岸澤式佐の門下で常磐津小和登太夫から1900年に2代目常磐津三登勢太夫を襲名。1902年に2代目松尾太夫（常磐津林中）の門下。1906年に3代目松尾太夫を襲名。1911年に帝国劇場の専属、1930年には松竹専属。大正、昭和初期の名人で多くの曲を残す。妻は12代目守田勘彌の娘で6代目岸澤式佐の養女の岸澤むめ、義理の弟に7代目坂東三津五郎、13代目守田勘彌、3代目板東玉三郎、実子長男が常磐津三東勢太夫、次男が常磐津千東勢太夫、孫が4代目松尾太夫。

## 4代目
（1927年3月30日 - 2017年10月28日） 本名は福田和夫。常磐津協会顧問、常磐津節保存会顧問。
東京生まれ、祖父は3代目松尾太夫、祖父母、母は常磐津清子、叔父は常磐津三東勢太夫、常磐津千東勢太夫、6歳から常磐津を習い、1943年に常磐津清勢太夫を名乗り、明治座で初舞台を踏む。1991年に4代目松尾太夫を襲名。
主な受賞に1981年に芸能功労者表彰、1993年に文化庁芸術祭賞、1997年に文化庁芸術祭優秀賞、1997年に勲五等双光旭日章。